# Lavinia exilicauda
Lavinia exilicauda es una especie de peces de la familia de los
Cyprinidae en el orden de los Cypriniformes.

## Morfología
Los machos pueden alcanzar los 36 cm de longitud total.

## Hábitat
Es un pez de agua dulce y de clima templado

## Distribución geográfica
Se encuentran en Norteamérica: California (Estados Unidos ).